# Caenopedina alanbakeri
Caenopedina alanbakeri is een zee-egel uit de familie Pedinidae.
De wetenschappelijke naam van de soort werd in 1989 gepubliceerd door Francis Rowe.